# مجله حقوقی
مجله حقوقی (انگلیسی: Law review) نشریه ای دانشگاهی یا غیر دانشگاهی است که بر مسائل حقوقی تمرکز دارد مجله حقوقی عموماً به تمام شاخه‌های حقوقی می‌پردازد هرچند که به ویژه در سالیان اخیر مجلاتی به برخی شاخه‌های اختصاصی صرفاً می‌پردازند نویسندگان این مجله‌ها ممکن است اساتید یا دانشجویان حقوق باشند مجله تحقیقات حقوقی دانشکده حقوق دانشگاه شهید بهشتی مجله حقوقی دادگستری از جمله بهترین مجلات حقوقی داخلی و مجله حقوقی هاروارد در ایالات متحده و مجله حقوقی دالوز در فرانسه از جمله مجلات معتبر خارج از کشور هستند